# Standesregeln
Standesregeln dienen als Maßstab und Orientierung für das (standesgemäße) Verhalten von Personen, die sich einem bestimmten Stand zugehörig fühlen oder diesem gesetzlich zugeordnet werden (z. B. der Berufsstand der Ärzte, Zahnärzte, Tierärzte, Apotheker, Rechtsanwälte, Steuerberater, Wirtschaftsprüfer, Ziviltechniker, Ingenieure, Beamte, Akademiker, Zünfte oder Gilden etc.).
Standesregeln können aber auch aufgrund der Geburt (z. B. Adelsstand, Kaste etc.) auf eine bestimmte Person oder Familie anzuwenden sein.

## Historische Entwicklung

Äskulapstab

Standesregeln, die aufgrund des Berufes oder der Geburt auf eine Person anzuwenden sind, sind weitaus älter als gesetzliche Normen. Die Standesregeln haben sich aufgrund der Vereinigung von Personen mit gleichen Interessen herausgebildet, lange bevor staatliche Gewalt vorhanden war.
Standesregeln können als verstärkte soziale Normen gesehen werden, mit denen bestimmte Personen zu einem bestimmten (für den Stand meist vorbildlichen) Verhalten gebracht werden sollen (z. B. in den Kriegerkasten – Hermotybier von Prosopitis, Otomí bei den Azteken, Chhetri in Nepal, Kshatriya in Indien). Dieses Verhalten wird unter anderem durch Sanktionen eingefordert.
Eine sehr alte und in der Gesellschaft weit bekannte Form von Standesregeln stellen die Verpflichtungen aus dem Eid des Hippokrates dar, welcher auch teilweise als die vertragliche Übernahme von Pflichten aufgrund der Standeszugehörigkeit (Ärzte) gesehen wird. Eines der bekanntesten Symbole eines Berufsstandes ist auch der Äskulapstab als das Symbol des ärztlichen und pharmazeutischen Standes.
Standesregeln ergänzen heute staatliche Normen (Rechtsnormen und soziale Normen).

## Standespersonen
Die Standesperson waren nach Adelung „Person von Stande, d. i. von hohem vornehmen Stande. In engster und eigentlichster Bedeutung gehören dahin nur Personen von dem höhern Adel, in weiterer aber auch solche, welche ihnen an Würde nahe kommen. Im weitesten Verstande pflegt man, obgleich aus einem Mißbrauche, oft jede über dem Bürgerstande erhabene Person mit diesem Nahmen zu belegen. “
Heute wird, sofern der Begriff noch verwendet wird, unter Standesperson auch eine Person eines bestimmten Berufsstandes verstanden (z. B. aus dem Stand der Wirtschaftstreuhänder ...)

## Umfang der Bindungswirkung
Standesregeln binden die diesen unterworfenen Personen oftmals nicht nur während der beruflichen, sondern auch bei außerberuflichen Tätigkeiten und regeln das erwartete Verhalten.
Standesregeln eines Berufsstandes können auch Mitarbeiter in einem Unternehmen bzw. Behörde (z. B. Arztordination, Rechtsanwaltskanzlei, Beamte etc.) umfassen, auch wenn diese nicht direkt dem entsprechenden Berufsstand angehören.
Standesregeln eines Berufsstandes binden nicht automatisch Familienangehörige oder Dienstpersonal, sofern diese dem Stand nicht angehören.

## Abgrenzung Standesregeln
Standesregeln sind mündlich weitergegebene oder schriftlich fixierte Normen (Rechtsnorm, Soziale Norm) oder gelebte bzw. erwartete Verhaltensweisen, welche zusammen mit dem sonstigen Standesrecht die Standesordnung (Berufsordnung) bilden. Dabei wird in verschiedene Wirkungen der Standesregeln unterschieden:
- die innere Wirkung von Standesregeln kann festlegen, wie sich die Standesangehörigen untereinander und hinsichtlich der Vereinigung/Unternehmen/Behörde zu verhalten haben,
- äußere Wirkung, durch welche das Verhalten der Standesangehörigen gegenüber anderen Personen (nicht-Standesangehörigen, Behörden, Gerichten etc.) geregelt wird,
- außenstehenden Personen dienen die Standesregeln als Wegweiser für die (meist hoch gesteckten) Ziele und der Kompetenz der Mitglieder (z. B. bei Beamten, Gerichtssachverständigen, den Journalisten, der Banken etc.).

Standesregeln entsprechen im Regelfall mehr oder weniger bindenden Verhaltensvorgaben. Dies soll zum Beispiel auch durch Vereinsstatuten erreicht werden. Vereinsstatuten und andere freiwillige Vereinbarungen binden jedoch regelmäßig nur die Mitglieder, während Standesregeln auch Personen umfassen, die demselben „Stand“ angehören (z. B. alle Ingenieure, alle Sachverständige in Deutschland), auch wenn sie keine Mitglieder einer entsprechenden Vereinigung sind.

## Sanktionen
Um die Einhaltung von Standesregeln einzufordern und die freiwillige Einhaltung zu fördern sind oftmals Sanktionen vorgesehen, welche z. B.
- Ermahnungen
- Geldstrafen
- Verbot der Berufsausübung

umfassen können. Hierzu wurden bzw. werden oftmals Ehrengerichte, Berufsgerichte, Schiedsgerichte, Universitätsgerichte oder Vereinsgerichte bzw. Familiengerichte/Hausgerichte etc. eingerichtet, deren Richterspruch sich die betroffenen Personen zuvor aufgrund der Zugehörigkeit zum Stand unterwerfen mussten. Es handelt(e) sich dabei nicht immer um Gerichte, die mit hoheitlicher Befugnis ausgestattet sind (waren) und die auch keine Zwangsmaßnahmen setzen können. Zur Bekräftigung der Einhaltung der Standesregeln wird unter Umständen auch die Ablegung eines Eides verlangt.